# Davit Zirakašvili
Davit Zirakašvili (Gruzínsky: დავით ზირაქაშვილი,* 10. října 1983, Rustavi) je bývalý gruzínský ragbista, který hrál jako pilíř. S klubem ASM Clermont vyhrál nejvyšší francouzskou ligu v roce 2010 a dokázal to jako první hráč Gruzie v historii. V roce 2017 získal se stejným týmem druhý francouzský titul. Třikrát skončil s klubem jako poražený finalista v Evropském poháru mistrů (2013, 2015, 2017). V roce 2007 a 2019 zvítězil ve Vyzývacím poháru (druhá nejlepší evropské klubová soutěž).
Původně byl zápasník, ale v roce 2000 se dal na ragby. V roce 2002 se přestěhoval do Francie a hrál tam nižší francouzskou soutěž za tým Aubenas. V sezoně 2004/05 se dostal do Clermontu, kde nakonec zůstal až do roku 2020. Po konci hráčské kariéry se dal na trénování mlýnu. Nejdříve u klubu Stade Rochelais (2020–2021), potom u ASM Clermontu (2021–2023) a v sezoně 2023/24 byl u Stade Francais.
Za Gruzii odehrál 53 zápasů a položil 8 pětek. Byl součástí reprezentace, když poprvé v historii vyhrála nad USA a Kanadou. V roce 2010 byl zvolen nejlepším sportovcem Gruzie. Zúčastnil se MS 2007, MS 2011 a MS 2015. Na světovém šampionátu v roce 2007 proti Namibii odehrál jako pravý pilíř celé utkání a pomohl k historicky první výhře Gruzie na MS (30:0). Proti stejné zemí si Zirakašvili připsal poslední reprezentační zápas, kde Gruzie vyhrála 17:16 a díky výhře nad Tongou 17:10 se dokázala skrz 3. místo ve skupině automaticky kvalifikovat na MS 2019.